# Граф ходів короля
У теорії графів граф ходів короля —  граф, що зображує всі можливі ходи короля на шахівниці; кожна вершина відповідає клітинці на дошці, а ребра відповідають можливим ходам.
Для графа ходів короля на дошці розміру {\displaystyle n\times m} число вершин дорівнює {\displaystyle nm}. Для дошки {\displaystyle n\times n} число вершин дорівнює {\displaystyle n^{2}}, а число ребер дорівнює {\displaystyle (2n-2)(2n-1)}.
Окіл вершини в графі ходів короля відповідає околу Мура клітинного автомата. Узагальнення графа ходів короля можна отримати з рамкового графа (плоского графа, в якого кожна грань є чотирикутником і кожна внутрішня вершина має принаймні чотири сусіди), додавши для кожної чотирикутної грані дві діагоналі.